# Sphaerostephanos maemonensis
Sphaerostephanos maemonensis là một loài dương xỉ trong họ Thelypteridaceae. Loài này được Warren Herbert Wagner và Grether mô tả khoa học đầu tiên năm 1948.